# Bradford & Bingley
Bradford & Bingley, ist ein Finanzinstitut in Großbritannien in der englischen Rechtsform einer plc mit Sitz in Bingley, Yorkshire. Das Unternehmen wurde am 29. September 2008 verstaatlicht.

## Geschichte
Das Unternehmen entstand durch den Börsengang der Firma Bradford & Bingley Building Society am 4. Dezember 2000. Zuvor war Bradford & Bingley als Wohnungsbaugenossenschaft Eigentum seiner Kunden. Bradford & Bingley Building Society wiederum entstand 1964 aus einer Fusion der Bradford Equitable Building Society und der Bingley Permanent Building Society, die beide in ihrer Firmengeschichte bis 1851 zurückreichen.
Gegenwärtig ist Bradford & Bingley einer der größten Hypothekenanbieter in Großbritannien.
Daneben ist es der viertgrößte Immobilienanbieter in Großbritannien und ist in die beiden Wirtschaftsbereiche Verkaufs- und Leihgeschäfte untergliedert.

## Finanzkrise
Im Zuge der US-Finanzkrise wurde das Unternehmen durch das Finanzministerium am 28. September 2008 verstaatlicht. Durch die Verstaatlichung des Baufinanzierers übernimmt Großbritannien damit Verbindlichkeiten in Höhe von 42,4 Milliarden Pfund.
Nach der Verstaatlichung wurden die 191 Filialen und 141 Zweigstellen für 612 Millionen Pfund an die spanische Banco Santander verkauft. Die 2,7 Millionen Kunden (mit Einlagen in Höhe von über 20 Milliarden Pfund) werden zurzeit noch unter dem Branding Bradford & Bingley betreut. Ab 2010 werden neben den Bradford & Bingley Niederlassungen auch die Niederlassungen von Alliance & Leicester sowie Abbey National unter dem Branding Santander erscheinen.

## Sponsorship
Bradford & Bingley ist Sponsor des Fußballvereins Bradford City und des Yorkshire County Cricket Club.